# Serghina
Serghina  (in arabo سرغينة‎?) è un centro abitato e comune rurale del Marocco situato nella provincia di Boulemane, regione di Fès-Meknès. Conta una popolazione di 3 746 abitanti (censimento 2014).